# Justina Bricka
Pour les articles homonymes, voir Bricka.
Justina Bricka épouse Horwitz (née le 14 février 1943) est une joueuse de tennis américaine du début des années 1960.
Titulaire de six titres en double dames, sa meilleure performance reste l'accès à la finale du double dames 1963 des Internationaux de France de tennis avec Margaret Smith Court.

## Palmarès (partiel)

### Finale en simple dames
| No | Date       | Nom et lieu du tournoi                            | Catégorie | Surface      | Vainqueure          | Score    |          |
| -- | ---------- | ------------------------------------------------- | --------- | ------------ | ------------------- | -------- | -------- |
| 1  | 24-07-1961 | Pennsylvania Grass Court Championships, Haverford |           | Gazon (ext.) | Billie Jean Moffitt | 6-3, 6-4 | Parcours |

### Titres en double dames
| No | Date       | Nom et lieu du tournoi                               | Catégorie | Surface      | Partenaire     | Finalistes                            | Score         |          |
| -- | ---------- | ---------------------------------------------------- | --------- | ------------ | -------------- | ------------------------------------- | ------------- | -------- |
| 1  | 1960       | Cincinnati tournament Cincinnati                     |           | Dur (ext.)   | Carol Hanks    | Linda Nein Farel Footman              | 6-3, 6-4      |          |
| 2  | 14-05-1962 | Swiss Championships Lugano                           |           | Terre (ext.) | Margaret Smith | Jan Lehane Lesley Turner              | 6-3, 6-2      | Parcours |
| 3  | 04-06-1962 | Northern Championships Manchester                    |           | Gazon (ext.) | Margaret Smith | Billie Jean Moffitt Karen Susman      | 4-6, 6-1, 6-2 | Parcours |
| 4  | 11-06-1962 | West of England Championships Bristol                |           | Gazon (ext.) | Margaret Smith | Sandra Reynolds Price Renee Schuurman | 7-5, 7-5      | Parcours |
| 5  | 18-06-1962 | London Grass Court Championships Londres             |           | Gazon (ext.) | Margaret Smith | Maria Bueno Darlene Hard              | 6-3, 6-2      | Parcours |
| 6  | 15-07-1962 | Middle States Grass Court Championships Philadelphie |           | Gazon (ext.) | Margaret Smith | M. Osborne duPont Margaret Varner     | 7-5, 6-1      | Parcours |
| 7  | 24-07-1962 | Pennsylvania Grass Court Championships Haverford     |           | Gazon (ext.) | Margaret Smith | Billie Jean Moffitt Karen Susman      | 7-5, 3-6, 8-6 | Parcours |
| 8  | 31-07-1962 | Eastern Grass Court Championships Orange             |           | Gazon (ext.) | Margaret Smith | Billie Jean Moffitt Karen Susman      | 7-5, 6-4      | Parcours |
| 9  | 13-08-1962 | Essex County Club Invitational Manchester            |           | Gazon (ext.) | Margaret Smith | Maria Bueno Darlene Hard              | 6-2, 6-1      | Parcours |
| 10 | 26-07-1965 | Eastern Grass Court Championships South Orange       |           | Gazon (ext.) | Mary-Ann Eisel | Kathy Blake Kathleen Harter           | 1-6, 6-3, 6-2 | Parcours |

### Finales en double dames
| No | Date       | Nom et lieu du tournoi                        | Catégorie | Surface         | Vainqueures                           | Partenaire     | Score         |          |
| -- | ---------- | --------------------------------------------- | --------- | --------------- | ------------------------------------- | -------------- | ------------- | -------- |
| 1  | 21-05-1962 | Internationaux de France Paris                | G. Chelem | Terre (ext.)    | Sandra Reynolds Price Renee Schuurman | Margaret Smith | 6-4, 6-4      | Parcours |
| 2  | 10-08-1964 | Essex County Club Invitational Manchester     |           | Gazon (ext.)    | Billie Jean Moffitt Karen Susman      | Carol Hanks    | 6-3, 6-2      | Parcours |
| 3  | 15-02-1966 | US Indoor Women's Championships Chestnut Hill |           | Moquette (int.) | Rosie Casals Billie Jean King         | Carol Hanks    | 3-6, 6-4, 6-2 | Parcours |
| 4  | 24-05-1966 | Tulsa Invitation Oklahoma City                |           | Terre (ext.)    | Rosie Casals Billie Jean King         | Carol Hanks    | 4-6, 6-3, 8-6 | Parcours |

## Parcours en Grand Chelem (partiel)

### En simple dames
| Année | Championnat d'Australie | Championnat d'Australie | Internationaux de France | Internationaux de France | Wimbledon       | Wimbledon       | US National     | US National      |
| ----- | ----------------------- | ----------------------- | ------------------------ | ------------------------ | --------------- | --------------- | --------------- | ---------------- |
| 1958  | -                       | -                       | -                        | -                        | -               | -               | 1er tour (1/32) | Mary Bevis       |
| 1959  | -                       | -                       | -                        | -                        | -               | -               | 3e tour (1/8)   | Ann Haydon       |
| 1960  | -                       | -                       | -                        | -                        | -               | -               | 2e tour (1/16)  | Belmar Gunderson |
| 1961  | -                       | -                       | -                        | -                        | 4e tour (1/8)   | Angela Mortimer | 2e tour (1/16)  | Karen Hantze     |
| 1962  | -                       | -                       | 4e tour (1/8)            | Renee Schuurman          | 3e tour (1/16)  | Renee Schuurman | 1er tour (1/64) | Karen Susman     |
| 1964  | -                       | -                       | -                        | -                        | 1er tour (1/64) | Nancy Richey    | 3e tour (1/16)  | Julie Heldman    |
| 1965  | -                       | -                       | -                        | -                        | 1/4 de finale   | Margaret Smith  | 3e tour (1/8)   | Margaret Smith   |

À droite du résultat, l’ultime adversaire.

### En double dames
| Année | Championnat d'Australie | Championnat d'Australie | Internationaux de France | Internationaux de France | Wimbledon                   | Wimbledon                  | US National            | US National                |
| ----- | ----------------------- | ----------------------- | ------------------------ | ------------------------ | --------------------------- | -------------------------- | ---------------------- | -------------------------- |
| 1961  | -                       | -                       | -                        | -                        | 1er tour (1/32) Carol Hanks | Jan Lehane M. Smith        | -                      | -                          |
| 1962  | -                       | -                       | Finale M. Smith          | S. Reynolds R. Schuurman | 1/2 finale M. Smith         | B. J. Moffitt Karen Susman | -                      | -                          |
| 1964  | -                       | -                       | -                        | -                        | 1/4 de finale Carol Hanks   | Maria Bueno Robyn Ebbern   | 1/2 finale Carol Hanks | B. J. Moffitt Karen Susman |
| 1965  | -                       | -                       | -                        | -                        | 3e tour (1/8) M. Eisel      | Elly Krocké Betty Stöve    | 1/4 de finale M. Eisel | Tory Ann Julie Heldman     |

Sous le résultat, la partenaire ; à droite, l’ultime équipe adverse.

### En double mixte
| Année | Championnat d'Australie | Championnat d'Australie | Internationaux de France    | Internationaux de France | Wimbledon                   | Wimbledon                 | US National                 | US National            |
| ----- | ----------------------- | ----------------------- | --------------------------- | ------------------------ | --------------------------- | ------------------------- | --------------------------- | ---------------------- |
| 1961  | -                       | -                       | -                           | -                        | 1/4 de finale F. Froehling  | Věra Suková Jiří Javorský | -                           | -                      |
| 1962  | -                       | -                       | 2e tour (1/16) F. Froehling | Mary Bevis José Luis     | 2e tour (1/32) F. Froehling | Judy Alvarez G. Pares     | -                           | -                      |
| 1964  | -                       | -                       | -                           | -                        | 1/2 finale F. Froehling     | M. Smith Ken Fletcher     | 1/4 de finale F. Froehling  | M. Smith John Newcombe |
| 1965  | -                       | -                       | -                           | -                        | 3e tour (1/16) F. Froehling | Kathy Blake Gene Scott    | 2e tour (1/8) Marty Riessen | E. Subirats V. Zarazua |

Sous le résultat, le partenaire ; à droite, l’ultime équipe adverse.